# Battaglia di Negapatam (1782)
La battaglia di Negapatam fu la terza battaglia in ordine cronologico combattuta dalla flotta inglese capitanata dal viceammiraglio Edward Hughes e dalla flotta francese capitanata da Bailli de Suffren al largo della costa indiana del golfo del Bengala durante la rivoluzione americana. La battaglia venne combattuta il 6 luglio 1782.